# جون ووكر (صحفي)
جون ووكر (بالإنجليزية: John Walker)‏ هو صحفي بريطاني، ولد في 27 أكتوبر 1977 في المملكة المتحدة.

## وصلات خارجية
- الموقع الرسمي